# Grand Prix de la Tomate
Le Grand Prix de la Tomate - Souvenir Marino Vérardo est une course cycliste française disputée au mois d'août à Marmande, dans le département de Lot-et-Garonne. Créé en 1948, il est organisé par le Club cycliste Marmande 47. 
Cette compétition fait partie du calendrier national de la Fédération française de cyclisme. En 2012, elle constitue une manche de la Coupe de France des clubs de DN2. Elle figure également au calendrier de la Coupe de France DN3 en 2014 et de 2016 à 2018.

## Palmarès
| Année     | Vainqueur             | Deuxième              | Troisième              |
| --------- | --------------------- | --------------------- | ---------------------- |
| 1948      | Jacques Moujica       | René Barrère          | Amand Audaire          |
| 1949      | Attilio Redolfi       | Alfred Macorig        | Manuel Huguet          |
| 1950      | Jean Bidart           | Pierre Mancicidor     | Raymond Laborderie     |
| 1951-1956 | Non disputé           | Non disputé           | Non disputé            |
| 1957      | Mohamed Ben Brahim    | Luis Goya             | Jean Deloche           |
| 1958      | André Lesca           | Serge Chaumont        | Robert Gibanel         |
| 1959      | Robert Gibanel        | André Lesca           | Mohamed El Gourch      |
| 1960      | Alfred Gratton        | Pierre Bonnecaze      | Pierre Poutou          |
| 1961      | Guy Epaud             | Adolfo Bello          | Francis Lapierre       |
| 1962      | Christian Paillier    | Adolfo Bello          | Jean-Claude Decle      |
| 1963      | Fernand Delort        | Mario Sandona         | André Delort           |
| 1964      | André Delort          | Mario Sandona         | André Geneste          |
| 1965      | André Delort          | Jean-Marie Joubert    | Guy Mazet              |
| 1966      | Michel Lescure        | Mohamed Ben Brahim    | Alain Celerier         |
| 1967      | Bernard Labourdette   | Diego Rodriguez       | Yves Rouquette         |
| 1968      | Bernard Labourdette   | Claude Fédrigo        | Alexis Eyquart         |
| 1969      | Roger Darrigade       | Robert Della Negra    | Jean-Claude Magni      |
| 1970      | Patrick Gavalda       | Michel Fédrigo        | Jean-Louis Ribérot     |
| 1971      | Claude Magni          | Daniel Salles         | Guy Frosio             |
| 1972      | Michel Fédrigo        | Alain Rousseau        | Guy Frosio             |
| 1973      | Alain Cigana          | Francis Turquois      | Michel Fédrigo         |
| 1974      | Daniel Barjolin       |                       |                        |
| 1975      | Michel Fédrigo        |                       |                        |
| 1976      | Daniel Barjolin       | Gérard Simonot        | Michel Dupuytren       |
| 1977      | Dominique Celle       | Francis Castaing      | Pierre Le Bigaut       |
| 1978      | Francis Castaing      | Claude Magni          | Michel Fédrigo         |
| 1979      | Francis Castaing      | Patrick Sarniguet     | Michel Fédrigo         |
| 1980      | Francis Duteil        | Michel Fédrigo        | Éric Valade            |
| 1981      | Michel Fédrigo        | Pascal Larpe          | Francis Duteil         |
| 1982      | Mario Verardo         | René Bajan            | Jean-Marc Prioleau     |
| 1983      | Bernard Pineau        | René Bajan            | Jean-Claude Ronc       |
| 1984      | Philippe Piquemal     | Jean-Marc Prioleau    | Thierry Quiviger       |
| 1985      | Roger Tréhin          | Luc Leblanc           | Pierre Prigent         |
| 1986      | Gérard Ianotto        | Pascal Andorra        | Gérard Guazzini        |
| 1987      | Claude Carlin         | Pascal Andorra        | Gérard Guazzini        |
| 1988      | Armand de Las Cuevas  | Serge Bodin           | Laurent Mazeaud        |
| 1989      | Andrezj Olecziewik    | Sylvain Bolay         | David Spears (en)      |
| 1990      | Denis Leproux         | Sylvain Bolay         | Hervé Garel            |
| 1991      | Jacek Bodyk           | Thierry Dupuy         | Dominique Terrier      |
| 1992      | Sylvain Bolay         | Pascal Churin         | Pascal Hervé           |
| 1993      | Laurent Roux          | Pierre Painaud        | Cyril Saugrain         |
| 1994      | Sergio Previtali      | Stéphane Barthe       | Jean-François Laffillé |
| 1995      | Bruno Sterckx         | Franck Vandevelde     | Christian Guiberteau   |
| 1996      | Christophe Leroscouet | Olivier Ouvrard       | Walter Bénéteau        |
| 1997      | Pierre Painaud        | Pasquale Santoro      | Alain Lagière          |
| 1998      | Pascal Pofilet        | Dominique Péré        | Jérôme Gannat          |
| 1999      | Tadej Valjavec        | Kjell Carlström       | Henryk Sobinski        |
| 2000      | Marc Vanacker         | Yuriy Krivtsov        | Gilles Canouet         |
| 2001      | Yuriy Krivtsov        | Yuriy Metlushenko     | Sébastien Dulucq       |
| 2002      | Loïc Herbreteau       | Christophe Dupèbe     | Régis Balandraud       |
| 2003      | David Martinez        | Jean-Luc Delpech      | Julien Costedoat       |
| 2004      | Fabien Fraissignes    | Guillaume Duval       | Yoann Ribes            |
| 2005      | Denis Kudashev        | Guillaume Le Floch    | Dimitri Champion       |
| 2006      | Alexandre Brard       | Miguel Tanguy         | Tanel Kangert          |
| 2007      | Fabien Fraissignes    | Johan Mombaerts       | Olivier Migné          |
| 2008      | Loïc Herbreteau       | Romain Sdrigotti      | Fabien Fraissignes     |
| 2009      | Carl Naibo            | Jérôme Cousin         | Yannick Marié          |
| 2010      | Yohan Cauquil         | Benoît Sinner         | Maxime Martin          |
| 2011      | Yannick Marié         | Valentin Garcia       | Fabien Rey             |
| 2012      | Julien Loubet         | Julien Duval          | Kévin Pigaglio         |
| 2013      | Jon Pardo (es)        | Lilian Calmejane      | Willy Perrocheau       |
| 2014      | Loïc Herbreteau       | Paul-Mikaël Menthéour | Guillaume Gaboriaud    |
| 2015      | Anthony Perez         | Willy Perrocheau      | Stéphane Reimherr      |
| 2016      | Alan Riou             | Loïc Herbreteau       | Axel Flet              |
| 2017      | Nicolas Moncomble     | Yohan Soubes          | Cédric Delaplace       |
| 2018      | Morne van Niekerk     | Aurélien Le Lay       | Alan Jousseaume        |
| 2019      | Ben Carman            | Pierre Créma          | Ludovic Nadon          |
| 2020      | Maël Guégan           | Thorsten Askervold    | Jocelyn Baguelin       |
| 2021      | Rudy Fiefvez          | Killian Larpe         | Gabriel Peyencet       |
| 2022      | Thomas Chassagne      | Luca De Vincenzi      | Gabriel Peyencet       |
| 2023      | Luca De Vincenzi      | Ugo Fabries           | Killian Larpe          |